# Tropisternus chalybeus
Tropisternus chalybeus är en skalbaggsart som beskrevs av François Louis Nompar de Caumont de Laporte 1840. Tropisternus chalybeus ingår i släktet Tropisternus och familjen palpbaggar. Inga underarter finns listade i Catalogue of Life.